# Espai euclidià
Un espai euclidià és un espai vectorial normat de dimensió finita, en què la norma és heretada d'un producte escalar.

## Primera aproximació
L'espai euclidià treu el seu nom del matemàtic grec Euclides. Històricament, l'espai euclidià consta només de l'espai físic de 2 o 3 dimensions: el pla o l'espai, en el qual estan definits el punts. Aquests espais euclidians naturals són els universos en què van ser demostrats tots els grans teoremes de la geometria plana o de l'espai. Són els objectes d'estudi de tots els geòmetres des d'abans d'Euclides fins al segle xix.
En el segle xix, aquesta visió de l'espai comença a mostrar els seus límits. És en aquest moment quan es va veure la necessitat de donar-li unes definicions més formals i més generals.

## Definicions matemàtiques

### Espai vectorial euclidià
Un espai vectorial euclidià és un espai vectorial sobre {\displaystyle \mathbb {R} }, de dimensió finita n i dotat d'un producte escalar.
En qualsevol espai vectorial, sempre s'hi pot trobar una base ortonormal. En una tal base, es defineix el producte escalar canònic per: 
{\displaystyle \langle \mathbf {u} ,\mathbf {v} \rangle =\langle (u_{1},u_{2},...,u_{n}),(v_{1},v_{2},...,u_{n})\rangle =u_{1}v_{1}+u_{2}v_{2}+...+u_{n}v_{n}}.
Quan es té definit un producte escalar, és possible definir una norma, que s'anomena norma euclidiana:
{\displaystyle \lVert \mathbf {u} \rVert ={\sqrt {\langle \mathbf {u} ,\mathbf {u} \rangle }}},
i que també permet introduir la noció d'angle: l'angle geomètric entre dos vectors u, v no nuls, és un valor real {\displaystyle \theta } comprès entre 0 i π, tal que:
{\displaystyle \cos \theta ={\frac {\langle \mathbf {u} ,\mathbf {v} \rangle }{\lVert \mathbf {u} \rVert \cdot \lVert \mathbf {v} \rVert }}}

### Espai afí euclidià
Un espai afí euclidià és l'espai afí associat a un espai vectorial euclidià.
S'hi pot definir una distància, nocions de l'angle geomètric, s'hi retroba el teorema de Pitàgores i la propietat de la suma dels angles de qualsevol triangle.

### Exemples d'espai vectorial euclidià
- L'espai {\displaystyle \mathbb {R} ^{n}}, amb el producte escalar euclidià:

{\displaystyle \langle (x_{1},x_{2},...,x_{n}),(y_{1},y_{2},...,y_{n})\rangle =x_{1}y_{1}+x_{2}y_{2}+...+x_{n}y_{n},}
és un espai vectorial euclidià de dimensió n.
- L'espai vectorial dels polinomis de grau igual o inferior a n:
  - amb el producte escalar euclidià:

{\displaystyle \left\langle \sum _{i=0}^{n}a_{i}X^{i},\sum _{i=o}^{n}b_{i}Y^{i}\right\rangle =\sum _{i=0}^{n}a_{i}b_{i}}
és un espai euclidià de dimensió {\displaystyle n+1}.
- - amb el producte escalar:

{\displaystyle \langle P,Q\rangle =\int _{0}^{1}P(t)Q(t)dt}
és també un espai euclidià amb una norma diferent.

## Propietats dels espais euclidians
- En tot espai euclidià, es pot definir una base ortonormal. Més concretament, si {\displaystyle (u_{1},u_{2},...,u_{n})\,} és una base de {\displaystyle \mathbf {E} }, existeix una base {\displaystyle (v_{1},v_{2},...,v_{n})\,} ortonormal, tal que per a tot {\displaystyle k} entre 1 i n, es compleix que:

{\displaystyle \langle u_{1},u_{2},...,u_{k}\rangle =\langle v_{1},v_{2},...,v_{k}\rangle \,},
en què s'entén per {\displaystyle \langle u_{1},u_{2},...,u_{k}\rangle \,} la varietat lineal engendrada per aquells {\displaystyle k} elements de la base.
- Tot espai vectorial euclidià de dimensió {\displaystyle n} és isomorf a {\displaystyle \mathbb {R} ^{n}}.

- Tot espai vectorial euclidià és complet. És, per tant, un cas particular d'espai de Banach.

- Dos vectors amb producte escalar nul es diuen ortogonals. En tot subespai vectorial {\displaystyle \mathbf {F} } d'un espai euclidià {\displaystyle \mathbf {E} } es pot associar un únic subespai {\displaystyle \mathbf {F} ^{\bot }} format per tots els vectors ortogonals a tots els vectors de {\displaystyle \mathbf {F} }, que és el seu ortogonal.

- Si {\displaystyle x\,} és un vector de {\displaystyle \mathbf {E} }, l'aplicació producte escalar per {\displaystyle x\,},{\displaystyle s_{x}:y\mapsto <x,y>} és una forma lineal. L'aplicació que associa {\displaystyle x\,} a {\displaystyle s_{x}\,} és un isomorfisme de l'espai vectorial {\displaystyle \mathbf {E} } en el seu dual {\displaystyle \mathbf {E} ^{*}}.

- Si {\displaystyle f\,} és un endomorfisme de {\displaystyle \mathbf {E} }, existeix un únic endomorfisme, que s'escriurà per {\displaystyle f^{*}\,} i anomenat adjunt de {\displaystyle f\,}, tal que:

{\displaystyle \forall x,y\in \mathbf {E} ,<f(x),y>=<x,f^{*}(y)>}
Es defineix les nocions d'endomorfisme simètric si {\displaystyle f=f^{*}\,}, i endomorfisme antisimètric si {\displaystyle f=-f^{*}\,}.
En una base ortonormal, la matriu de {\displaystyle f^{*}\,} és la transposada de {\displaystyle u\,}.